# Rekalescencja
Rekalescencja – w metalurgii zjawisko samorzutnego i chwilowego rozżarzania się ciemniejącej w miarę stygnięcia stali, gdy w wyniku przemiany perlitycznej temperatura stygnięcia osiąga ok. 720°C. Przemiana taka zachodzi w wyniku zmian budowy wewnętrznych zachodzących w stali wraz z połączonym wydzielaniem się ciepła.